# 扭蜗牛
扭蜗牛（学名：Perrottetia heudei），又名捩蝸，是柄眼目扭蜗牛科之下的一個物種。本物種舊屬Oophana屬，今屬扭蝸牛屬。

## 分佈
主要分佈於台湾，原生於屏東北大武山，也見於雙流、墾丁、高雄壽山地區及日本兵庫縣的西宮市。常栖息在落叶覆盖较为潮湿的腐殖质土底，是一種肉食性蝸牛。